# 嘉法安斯金融中心
嘉法安斯金融中心（西班牙語：Centro Financiero Confinanzas），又名為大衛塔（Torre de David），是位於委內瑞拉首都卡拉卡斯，一座樓高45層且未完工的摩天大樓。這是委內瑞拉第三高的大廈。1990年，大廈動工，然而，隨後該國的經濟危機爆發，建造工程因而停滯，並漸漸被佔用為住宅用途，成為全球最高的貧民窟。

## 歷史
嘉法安斯金融中心在1990年開始動工，並由建築師大衛．布爾森堡負責興建。布爾森堡希望把大廈打造成委內瑞拉高速經濟發展的標誌建築。可是，隨著1994年爆發的委內瑞拉銀行危機，嘉法安斯金融中心暫停興建。之後，大廈就由委內瑞拉政府接管，但重建之期一直未有定案。
2000年代，卡拉卡斯發生住房供應短缺（英語：housing shortage）。2007年，大廈被一些貧民佔據後，愈來愈多的貧民遷入大廈居住。此時，大廈仍沒有水電供應，也沒有升降機。但隨著住居人數不斷增加，大廈的設施在居民的自發合作之下日漸齊全，除了水電已可提供到22樓，住戶可以駕電單車到達10樓。同時，住客每月支付32元美金，更可獲24小時的保安巡邏服務。此外，大廈還有貨倉、美容院、牙醫診所、託管中心和停車場等配套。時至2013年，約有2500人居於這大廈。
自2014年6月起，委內瑞拉政府開始陸續將大廈居民安置到庫阿的新住宅。至2015年6月，大廈的最後一戶居民也獲安置而遷離。

## 图集

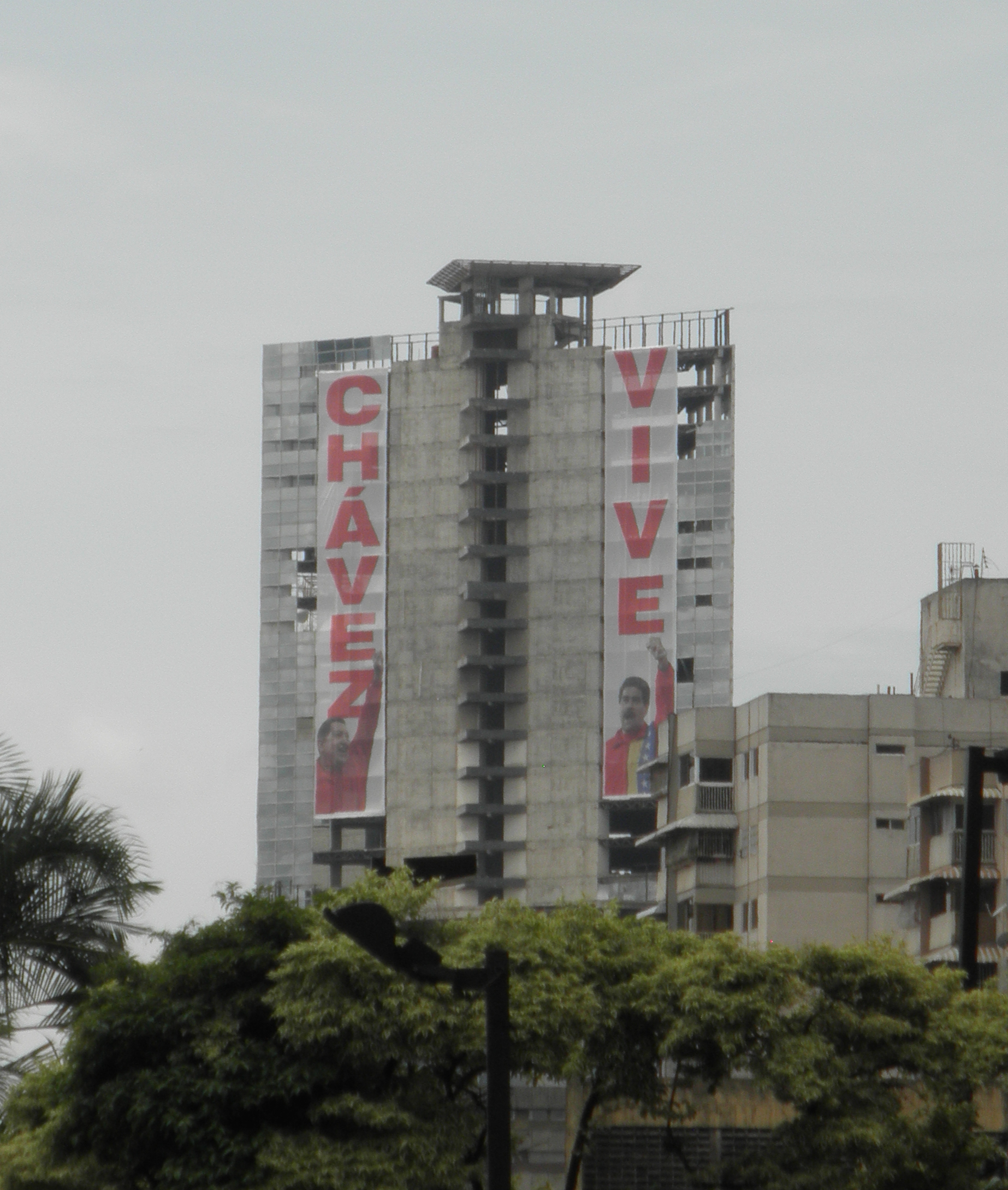
2014年的嘉法安斯金融中心，可見“查韋斯永垂不朽”（Chávez Lives）的大幅標語
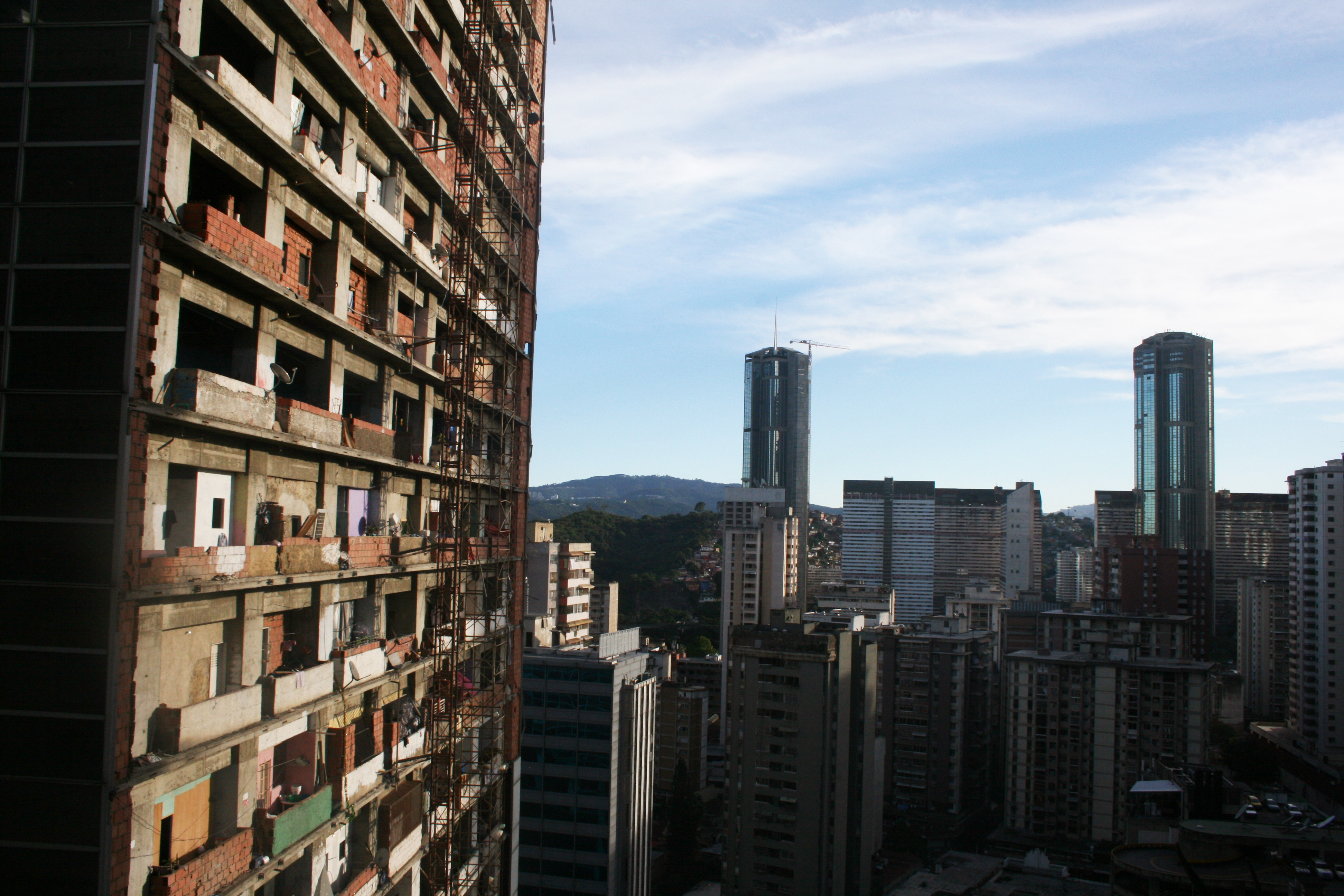
2013年12月的嘉法安斯金融中心外墻

## 資料來源
1. 1 2 3 4  全世界最高的貧民窟 （页面存档备份，存于） 《商業周刊》 2014 4 9
2. ↑  CARACAS JOURNAL; In Venezuela Housing Crisis, Squatters Find 45-Story Walkup （页面存档备份，存于） The New York Times 2011 3 3
3. ↑  Inside Caracas' Tower of David, the World's Tallest Slum （页面存档备份，存于） Vice 2014 1 25
4. 1 2  Anywhere but Here: Deserted Banking Empire turned Skyscraper Slum （页面存档备份，存于） Messynessychic.com 2013 5 7
5. ↑  Noticias24, Redaccion. . Noticias24. 2014-07-21  [2014-07-23]. （原始内容存档于2014-07-24） （西班牙语）.
6. ↑  Berg, Nate. . The Daily Beast. 24 April 2016  [24 April 2016]. （原始内容存档于2017-05-10）.

## 外部連結
- Occupy Tower: Living in the world’s tallest slum - the "Tower of David"（页面存档备份，存于）（紀錄片）（英文）

10°30′19″N 66°53′56″W / 10.50528°N 66.89889°W